# Шаар, Мухаммед Ибрагим
Мухаммед Ибрагим аль-Шаар (араб. محمد إبراهيم الشعار‎; род. 1950, Латакия) — государственный и военный деятель Сирийской Арабской Республики, с 14 апреля 2011 по 26 ноября 2018 года — министр внутренних дел Сирии, ранее занимал должность начальника военной полиции (?—2011). Генерал-майор.

## Биография
Родился в 1950 году в городе Аль-Хаффа (провинция Латакия) в суннитской семье. В 1971 году отправился служить в сирийскую армию. Занимал различные должность начальника военной безопасности в Тартусе, а впоследствии возглавил военную полицию. Командовал ею до 2011 года, когда был назначен на главой сирийского МВД, сменив на этому посту Саида Мохаммада Саммура. После начала антиправительственных выступлений в марте 2011 года сирийские силовики стали жестоко подавлять массовые акции протеста. В этой связи, 9 мая 2011 года Европейский союз ввёл санкции в отношении аш-Шаара, а также 12 других сирийский политиков.
18 июля 2012 года прогремели взрывы в штаб-квартире Национального бюро безопасности в Дамаске. После этого стали поступать противоречивые данные состоянии министра. CNN, со ссылкой на государственное телевидение Сирии, сообщило о его гибели. Позднее сирийские телеканалы сообщили, что аш-Шаар выжил, но получил тяжелые ранения. Дальнейшие репортажи подтвердили, что аш-Шаар и начальник сирийской разведки находились в стабильном состоянии.

## Личная жизнь
Женат, имеет двух сыновей и трёх дочерей. По религиозным убеждениям — мусульманин-суннит.